# NGC 367

NGC 367

NGC 367 هي مجرة تتبع كوكبة قيطس. اكتشفها فرانك مولر في 1886.

## روابط خارجية
- NGC 367 على موقع ويكي سكاي: DSS2, SDSS, GALEX, IRAS, Hydrogen α, X-Ray, Astrophoto, Sky Map, Articles and images